# Distretto di Rongcheng
Il distretto di Rongcheng (榕城区S, Róngchéng QūP) è un distretto della Cina, situato nella provincia del Guangdong e amministrato dalla prefettura di Jieyang.